# Důl Albert (Tuchomyšl)
Důl Albert byl hnědouhelný hlubinný důl v katastrálním území Tuchomyšl v okrese Ústí nad Labem v mostecké pánvi. Důl založil hrabě Albert Nostic a byl provozován v letech 1870–1966.

## Historie
Důl Albert byl založen v těsné blízkosti železniční stanice Ústecko-teplické dráhy v roce 1870 hrabětem Albertem Nosticem. Po jeho smrti v roce 1871 získala důl jeho dcera Marie Antonie, která se v roce 1885 provdala za hraběte Arnošta Emanuela Silvu-Taroucca. Ta v roce 1910 důl prodala České obchodní společnosti. Po druhé světové válce byl důl přejmenován nejdříve na Vojtěch a od roku 1946 na Prokop Holý, podle husitského kněze a vojevůdce. Pod znárodněný Důl Prokop Holý v roce 1957 náležely doly Gustav, Užín (povrch), Milada, Chabařovice (hlubina), Chabařovice (povrch), 5. květen (dříve Elisabeth), Trmice (povrch) a Milada-Petri. V roce 1958 byl začleněn jako závod pod Důl Antonín Zápotocký, n. p., Užin. V roce 1966 byla na dole ukončena těžba uhlí. Jáma pak byla využívána k čerpání důlních vod a v roce 1991 byla přetěžena porubní frontou lomu Chabařovice.

## Popis
Důl měl těžní jámu hlubokou 52 metrů a byl spojen s dolem Elisabeth podzemní lanovkou. Uhlí se dobývalo metodou komorování s trhacími pracemi a etažování se suchou zakládkou nebo bez zakládky. V podzemí byla stáj (situovaná v blízkosti těžní jámy) pro 40 koní, kteří zabezpečovali potah důlních vozíků. Důl byl napojen na Ústecko-teplickou dráhu železniční vlečkou.

## Lanovka
Česká obchodní společnost důl v roce 1934 pronajala chemické továrně „Velké chemické“ později Spolek. Chemický závod ukládal odpad z výroby a ze spalování uhlí v propadlinách po těžbě uhlí v lokalitě Na běhání. Nejdříve byl odpad převážen koňskými potahy, ale po výstavbě Ústecko-teplické dráhy byl zavlečkován důl Petri, jehož vlečka probíhala kolem místa s ukládanými odpady. Z této vlečky byly vedeny tři odbočné koleje, které zabezpečovaly odvoz odpadu ze Spolku a přísun uhlí z místních šachet. V roce 1905 chemický závod spotřeboval 50–60 vagónů uhlí denně v 380 výhních a 52 parních kotlech a vyprodukoval denně 35 vagónů odpadů a popele (škváry), který ukládal na skládky u Trmic na ploše 21 ha a u Chabařovic na ploše asi deseti hektarů. Doprava po železnici byla drahá a málo pružná, proto se v roce 1905 začalo uvažovat o propojení chemičky, dolů a skládky lanovou dráhou. V roce 1907 byl zpracován projekt a v roce 1908 byla zahájena výstavba firmou Bleichert-Transportanlagen G.m.b.H. Lanovka odvážela odpad a popel na odval a při cestě zpět přivážela uhlí z dolů Adolf Ernst, Fridrich I. a Fridrich II. V roce 1936 byla napojena na důl Albert v Tuchomyšli. Lanovka fungovala až do roku 1970 a v roce 1973 byla zlikvidována.
Lanovka byla poháněna z centrální stanice ve Spolku, překonávala výškový rozdíl 63 m. Měla 51 stožárů jednotného typu, z nichž nejmenší měřil 7,63 m a nejvyšší 20,085 m. Lanovka měla dvě lana, z nichž jedno bylo tažné a na druhém byly zavěšeny vozíky. Délka lanovky byla téměř 10,9 km.